# マント

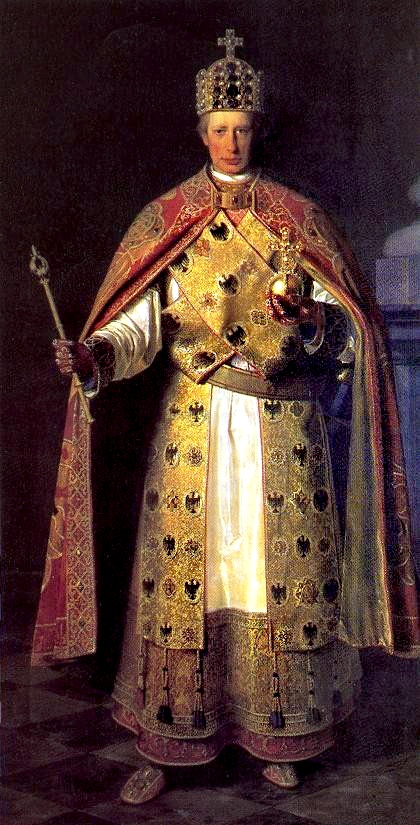
緋色のマントを羽織った、神聖ローマ皇帝フランツ2世

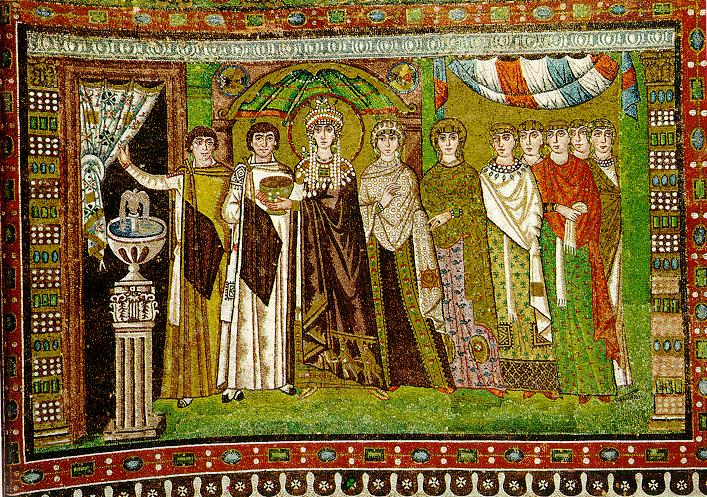
マントを羽織ったユスティニアヌス1世皇后テオドラ（ハロのある中央の人）と侍従たち

マント（フランス語: manteau [mɑ̃to]）は、主に屋外で着用される袖なしの肩から身体を被う外套の一種。釣鐘型の袖の無い、身頃（みごろ）のみの形状の外套である。
現代の日本では、子供服や婦人服として着用されることがある。

## 語源
マントはラテン語で"Mantellum" といい、英語では "マントル(mantle)" であるが、この語はこの項で論じるところのマントを意味するが、「覆い」や、天体の内部構造のマントルの意味もある。英語では、外套のマントは、cape, cloakとも呼ぶ。
なお、日本語のマントに関してポルトガル語を起源とする説もあるが、日本語学者の馬場良二はこれを否定し、フランス語のmanteauが語源としている。

## 歴史
マントの歴史は古く、その起こりは人間が狩猟を始め、その毛皮などをそのまま羽織って防寒具としたことから始まる。
体を覆うためのマントのような衣服は各地で見ることができる。ここではヨーロッパ諸国のマントの歴史を見てみる。
人間が織物をし、布地を生産できるようになるとそれらを利用するようになってくる。まずは古代ローマやギリシアで用いられたヒマティオンやパルラなど四角い布を体に巻くような単純なものやトガのようにある程度裁断された布を体に巻いて着付けるようなものが出始める。ビザンティン時代になると半円形または台形に裁断されたものを肩から羽織り、片方の肩で留めるようなマントが見られるようになる。
特に有名なのは、イタリアはラヴェンナのサン・ヴィターレ聖堂のモザイク画に見られるユスティニアヌス1世と皇后テオドラの姿である。二人が着ているのはパルダメントウムと呼ばれるマントで紫の生地を基本とし、襟周りは宝石に彩られ、裾周りは金糸による豪華な刺繍が見られる。
中世からルネサンスにかけて、マントは当時のファッションに欠かせないものとなってくる。特に支配層となる人たちにとって、不労の象徴とも言えるマントは権威を象徴するものとなり、より長く、より豪華になっていった。形状は主に半円形のものが多く、それを両肩を隠すように羽織り、胸元でブローチや紐で留める、または、頭から羽織って胸元で留める、またはそのまま包まる、片方の肩を出して体に巻きつけるなどの多彩なバリエーションで着られるようになる。ルネサンス期に描かれた聖母マリアの姿に当時の女性のマントの羽織り方を見ることができる。
産業革命以後、いろいろな名前をつけられたマントが出てくる。ニスデール (Nithsdale) とはフードつきの長いボリュームのあるマントであるが、ニスデール伯爵夫人 (en) から名づけられたマントである。これは自分の夫をロンドン塔から逃がすために使われたため、その名前が付いた。また、四角い布の上部にギャザーを寄せ、開口部を調節できるように紐が通されたフードをつけたキンセールクローク (Kinsale cloak) などが今に残っている。
さらに時代が進むと袖つきのオーバーコートの出現であまり見られなくなってくるが、礼装用のマントとしてオペラケープが見られるようになる。これはその名の通り盛装をしてオペラなどの観劇に向う際、それに合わせて用いられるマントであるが、中に着ているドレスによっては袖つきのコートを着ることができないため用いられた。

## 職業別・身分別

### 学生のマント

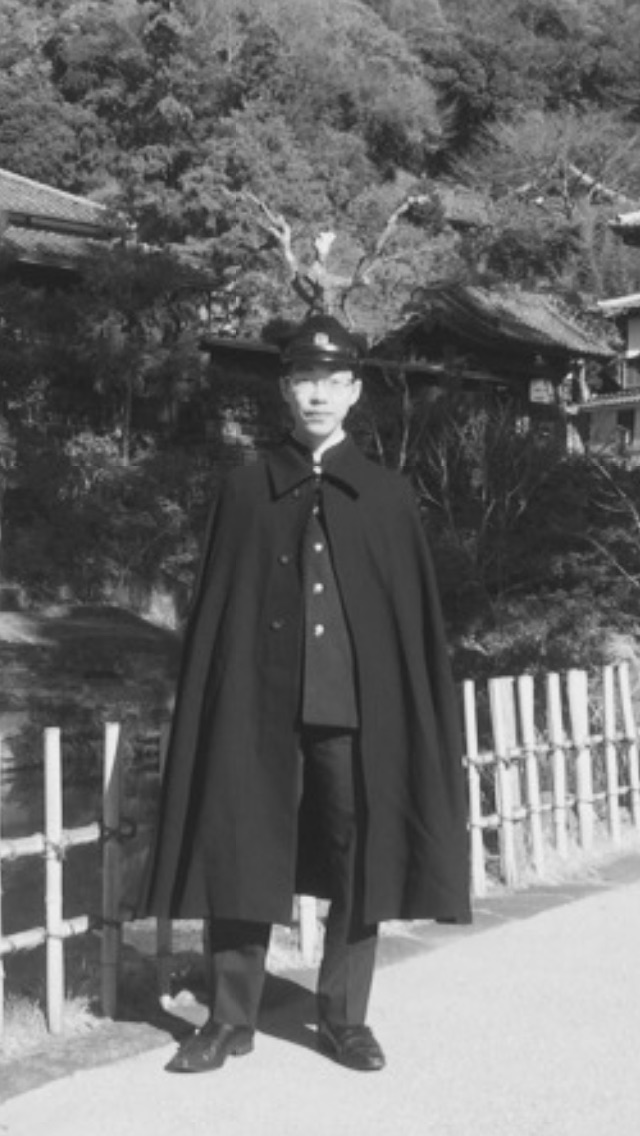
マントを羽織る学生

日本では第二次世界大戦前から戦後にかけて、旧制中学校や旧制高等学校、大学の学生が、防寒着として着用していたことがある。白線帽、高下駄に黒マントという服装は、バンカラ旧制高校生の象徴とされ、旧制高校の記念像などに見られる。現在では学生がマントを着用することはほとんどない。1980年代の一時期に大阪府の四天王寺中学校・高等学校で防寒着として採用されていた。また、卒業式に着用されるアカデミックガウンをマントと呼ぶこともある。
ポルトガルの大学生が新入生歓迎の行事や卒業を祝う行事で、大学の制服であるスーツの上からマントを着用することがある。

### 看護師のマント
日本や欧米の看護学校や大学の看護学部の学生が戴帽式のときにマントを着用することがある。また、1960年代までの欧米の看護師が防寒着として着用していたこともある。
そのデザインは、表地が紺色、裏地が赤の場合が多い。丈は膝丈程度のものもあれば、踝（くるぶし）まで覆うほど長いものもある。

### ビジネスマンのマント
イギリスではスーツを着る際、帽子（主としてソフト帽）も被るのが当然であり、外ではマントも着用しなければならない。正装時はステッキを片手で持つ。スーツに加えハット、マント、ステッキを揃えるのが正統とされる。
現代の日本ではハットやマントは着けないが、冬季は防寒のためにマント代わりに上から外套を着ることが多い。なおスーツには、今でこそ様々な形式があるが、元々ベストを含めて一式であり、ベスト等を廃したツーピースは、伝統的なものでない。
礼装としても用いることができる。マントのほかにもインバネスコート・ケープ・クローク・ローブ等が該当する。

### マジシャンのマント
マントはマジシャン（手品師・奇術師）の衣装としても一般的である。前述の紳士や後述の魔法使いとしてのイメージを演出するだけでなく、手元を見えにくくしたり、中にマジックのタネを仕込んだりといった実用的な目的でも用いられる。また、マントで覆い隠したものが消える・姿を変える、脱いだマントがひとりでに飛行するといったマジックも存在する。

## 現代の創作作品におけるマント
マントは、キャラクター性を際立たせる演出的に優れた衣裳として、現代の創作作品（舞台芸術、映画、テレビドラマ、小説、漫画、アニメ、ゲーム等々）の中で数多くの着用例がある。男性が身にまとうことは多いが、女性でもめったに見られないというほど珍しいものではない。

### マントを着用する登場キャラクターの傾向
伝統的キャラクター
国王や貴族・騎士など、身分が高い人間が身にまとう場合が多い。また、史実の上ではマントが存在しなかった時代・地域を舞台とする作品で、その世界にあって特別の一人であるなど演出者側がとりわけキャラクター性を強調したい者に、あえてマントを羽織らせるようなこともある。
旅人
防寒着として着用されるほか、ファンタジー作品においては、魔法使いや旅人などのマントには透明化など特殊な能力が与えられていることがある。
怪盗
怪盗ルパンや怪人二十面相などが、変装するための小道具として使うことがある。
魔法使い
ローブ代わりに着用される場合が多い。
超人
スーパーマンやバットマンなどといった超人的ヒーローが、記号的アイテムとして着用していることがある。また、ヒーロー以外にも人知を超越した力を持つキャラクターが着用する場合もある。悪役などで出番が多いキャラクターとしては、ヴァンパイア（なかでも特にドラキュラ伯爵をモチーフとした古典的なタイプ）などに着用が見られ、このうち飛行能力を持つキャラクターは体を覆わず、背中に垂らすように着用することが多い。パーマンやアンパンマンなどを始めとする日本の作品では、空を飛ぶ機能を持つマントも多い。また、ヴァンパイアや悪魔の場合、邪悪な正体を露わにしたときの彼らのマントは蝙蝠の飛膜型の翼に変じることが多い。このほかRPGなどで装備品として登場することが多い。